# Okopowa utcai zsidó temető
Az Okopowa utcai zsidó temető (lengyelül: Cmentarz żydowski w Warszawie) egyike Európa és a világ legnagyobb zsidó temetőinek. A varsói Okopowa utcában található, a keresztény Powązki temető mellett. 1806-ban hozták létre, és területe 33 hektár. A temetőben több mint 250 000 beazonosított sír található, valamint a varsói gettó áldozatainak tömegsírjai. Bár a temető a második világháború ideje alatt zárva volt, a háború után újra megnyitották, és kis része továbbra is működik, Varsó meglévő zsidó lakosságát szolgálva.
Mivel a nekropolisz a belvároshoz közelebb eső számos kisebb temető pótlására jött létre, úgy tervezték, hogy minden varsói zsidó közösséget szolgáljon, hovatartozásuktól függetlenül. Ezért több körzetre osztották, amelyeket negyedeknek (kwatery) neveztek el. Ezek történelmileg különböző csoportok számára voltak fenntartva. Köztük három az ortodox (férfiak, nők és szentegyleti tagok), egy a reformzsidóság, egy a gyermekek és egy a katonaság és a varsói gettófelkelés áldozatainak.
A temető, amelyet a második világháborút kővetően sűrű erdő nőtt be, számos ismert személyiség végső nyughelyéül szolgál. A sírfeliratok közül sok egyszerű, míg több részletesen kidolgozott és gazdagon díszített. A nagy mauzóleumokat az egyiptomitól az art décoig terjedő stílusokban emelték.

## Története

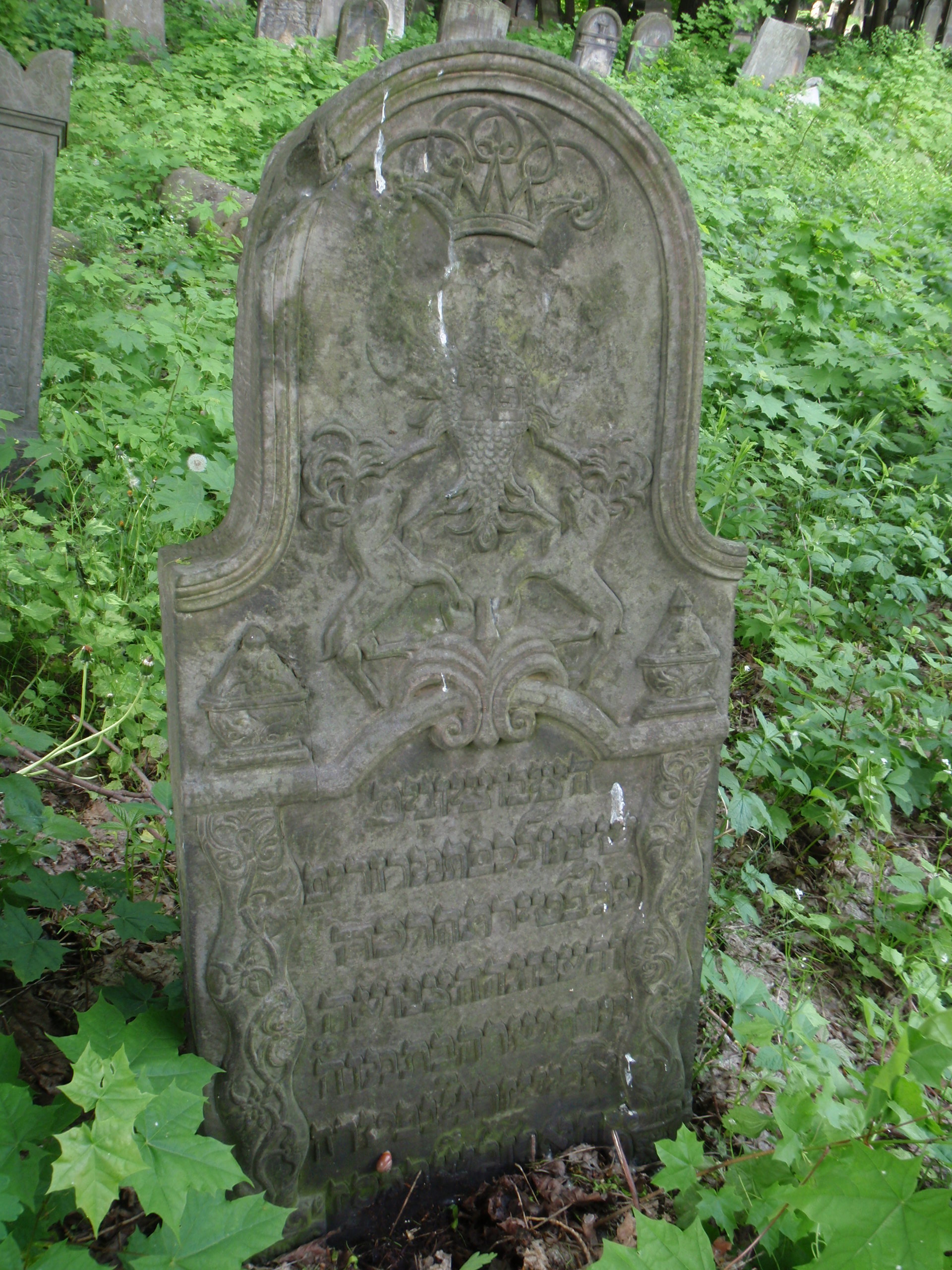
A temető legrégebbi sírköve

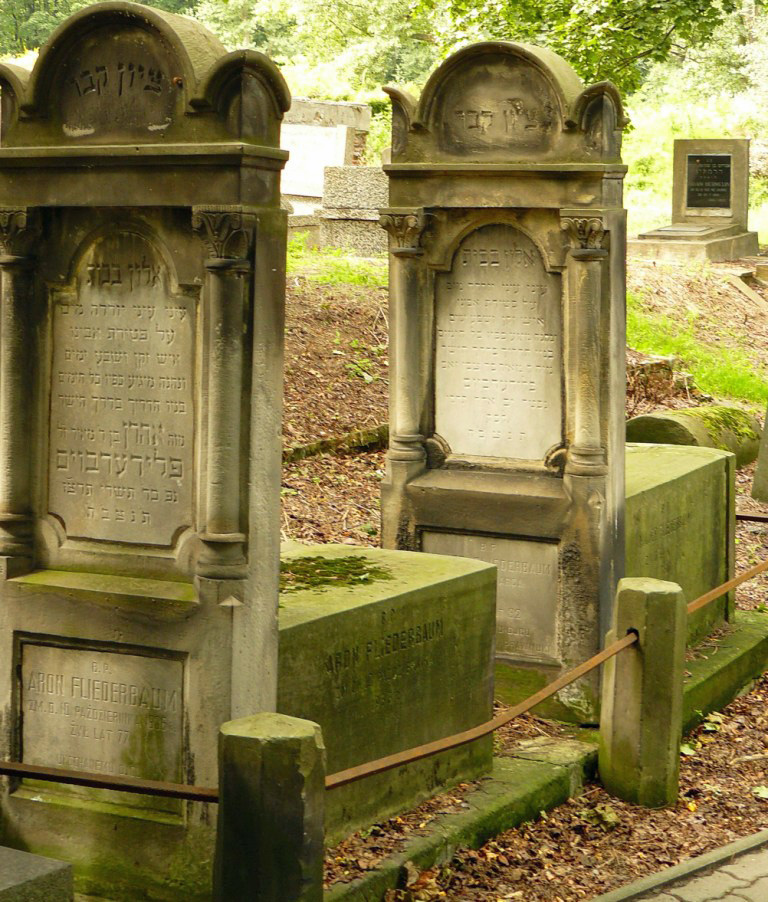
Sírkövek a Varsói zsidó temetőben

1806-ban a varsói zsidó közösség kérte a kormányt, hogy hozzon létre egy új temetőt a varsói zsidó lakosok számára. Az 1769 óta létező Bródnói zsidó temető már majdnem betelt és a chevra kadisha új temetkezési helyet keresett. A kiválasztott telek közvetlenül a város határain kívül, Wola városrészben, a katolikus Powązki temető mellett volt. A petíciót elfogadták, és a következő évben megalapították a temetőt. A legkorábbi sírkő 1806. december 6-ai dátumú, és Nachumé, a Siemiatycze-i Nachum fiáé volt, de ez nem maradt fenn napjainkig. Az első nő, akit ide temettek kaliszi Jehuda Leib Mulrat lánya, Elka Junghoff volt. Sírköve 1804. november 26-ai keltezésű, de a dátum valószínűleg téves. Ezért a legrégebbi fennmaradt sírkőnek, Sárának, Eliezer lányának (meghalt 1807. szeptember 8-án) sírját tekintik.
Európa más temetőivel ellentétben az Okopowa utcai temető összes sírja a temető kapujával háttal áll. A hagyomány szerint a sírköveket a kapuval szemben helyezik el, abból a meggyőződésből, hogy a halottak a jövőbeli feltámadásakor anélkül tudják elhagyni a temetőt, hogy meg kellene fordulniuk. 1819-ben azonban, amikor az egyik közösségi tagot véletlenül a fejével, nem pedig a lábával temették el a temető kapujával szemben, Szlomo Zalman Lipszyc, Varsó első főrabbija úgy döntött, hogy az összes jövőbeni temetést ugyanúgy kell elvégezni, hogy ne okozzon zavart, az első ilyen módon eltemetett személy számára.

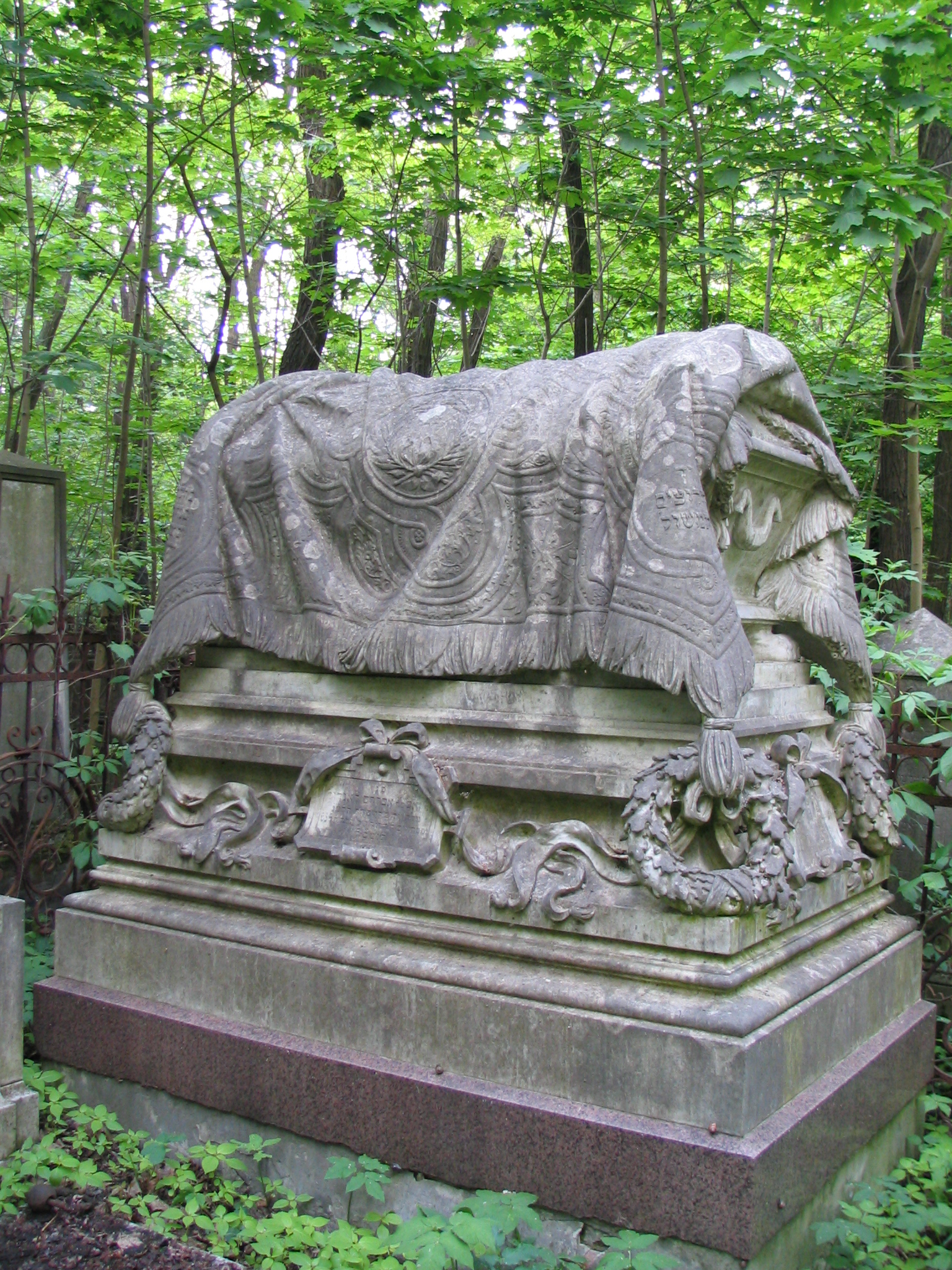
Wilhelm és Ewa Landau síremléke

Fennállásának első évtizedei alatt az új Okopowa utcai temetőt leginkább a zsidó társadalom felsőbb rétegei használták, a szegényebb zsidók pedig a legkeletibb városrészben, Bródnóban, a Visztula jobb partján, a Bródnói zsidó temetőben temetkeztek. Ennek ellenére a temető gyorsan túlzsúfolt lett, és már 1824-ben bővíteni kellett. Ekkoriban a cári hatóságok átvették a temető igazgatását a chevra kadishától, és 1850-re külön temetési igazgatást hoztak létre. Az első helyi temetkezési vállalkozást 1828-ban alapították, de már az 1831-es novemberi felkelés során megsemmisítette a cári hadsereg. A következő évben új épületet emeltek, amelyet 1854-ben tovább bővítettek. Időközben a nekropoliszt kétszer is megnagyobbították: 1840-ben és 1848-ban. Nagyjából ekkor lett a varsói zsidóság központi temetője, s mind a gazdagok, mind a szegények itt lelhettek végső nyugalmat.
A temetőt történelmileg egy mély árok, az úgynevezett Lubomirski-sáncok választották el a városközponttól és a zsidók által lakott negyedtől, amelyet 1777-ben hoztak létre a pestis terjedésének megakadályozására és adózási megfontolásból. Csak 1873-ban engedték meg, hogy a zsidó és a katolikus közösség is hidat építsen az árkon, ezzel megkönnyítve a temetőkbe való eljutást. 1860-ban és 1863-ban a temetőt ismét kibővítették, és 1869-ben érte el mai kiterjedését. Hamarosan ismét túlságosan zsúfolt lett, így 1885-ben a zsidó közösség (azaz a szegények) által finanszírozott összes temetkezés a Bródnói zsidó temetőbe irányult. 1877-ben előkelő varsói zsidó családok egy új neoklasszicista épületet emeltettek. Az épület Adolf Schimmelpfennig tervei alapján készült el, amely egy zsinagógát és két halottasházat foglalt magába (egy a férfiak és egy a nők részére). A második emeletet a rabbi lakásának tartották fenn.

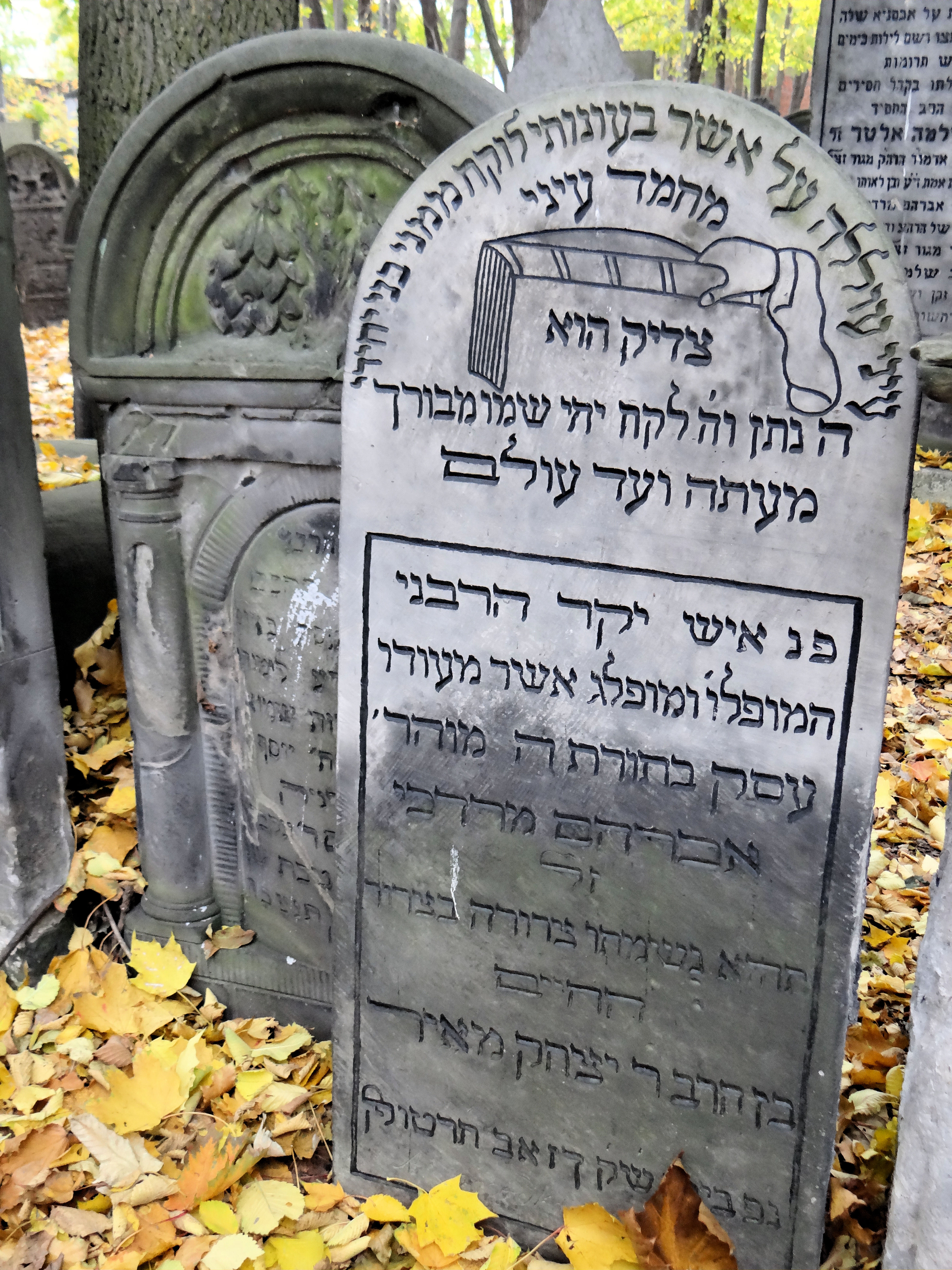
Kevésbé kidolgozott sírkövek

Mivel a temetőt a varsói zsidóság minden csoportja használta, konfliktusok merültek fel a temető ellenőrzése és a temetkezéssel kapcsolatos kérdések körül. 1913-ban megállapodtak abban, hogy a temetőt négy részre osztják: az egyik a ortodox zsidóké, egy a reform zsidóké, egy a gyermekeké, valamint egy a katonák és állami temetések számára. Az első világháború után a temető ismét túlzsúfolt lett. Ezért a gyermekek számára fenntartott negyedben eltávolították a sírköveket, s legalább egy méter új talajt helyeztek az ötven évnél régebben elhunyt személyek sírja fölé. 1918 és 1936 között tizennégy ilyen töltés jött létre. Az 1930-as években az egész temetőt magas fal vette körül. 1939-ben megkezdték a lengyel függetlenségért küzdő zsidók mauzóleumának építését. A munkálatokat a második világháború kitörése és Lengyelország német megszállása állította le.
A második világháború alatt a temetőt részben elbontották. A német erők tömeges kivégzésekhez és a Varsói gettó, a varsói gettófelkelés és az 1944-es varsói felkelés, és más tömeggyilkosságok áldozatainak eltemetésére használták. Ekkoriban zsidókat és nem zsidókat egyaránt temettek ide. A gettófelkelést követően 1943. május 15-én a németek felrobbantották a temető területén lévő összes épületet, beleértve a zsinagógát és a temetkezési házakat is. Csak egy kút maradt fenn a mai napig. A temető további károkat szenvedett az 1944-es varsói felkelés alatt, amikor a frontvonal közvetlenül a temetőn haladt keresztül. A háború után a temetőt újra megnyitották. Lengyelország kommunista vezetése egy utat tervezett a temetőn át építeni, de a terveket soha nem hajtották végre. Az átépítés miatt több mint 5400 síremléket távolítottak volna el.
Az 1990-es években először kezdték felújítani az évtizedek óta elhanyagolt temetőt, főként az újjáalakult Varsói Zsidó Hitközség, a Nissenbaum Családi Alapítvány, valamint Varsó önkormányzatának támogatásából. A temető továbbra is nyitva áll, évente 20–30 új temetést tartanak.

## Nevezetes elhunytak

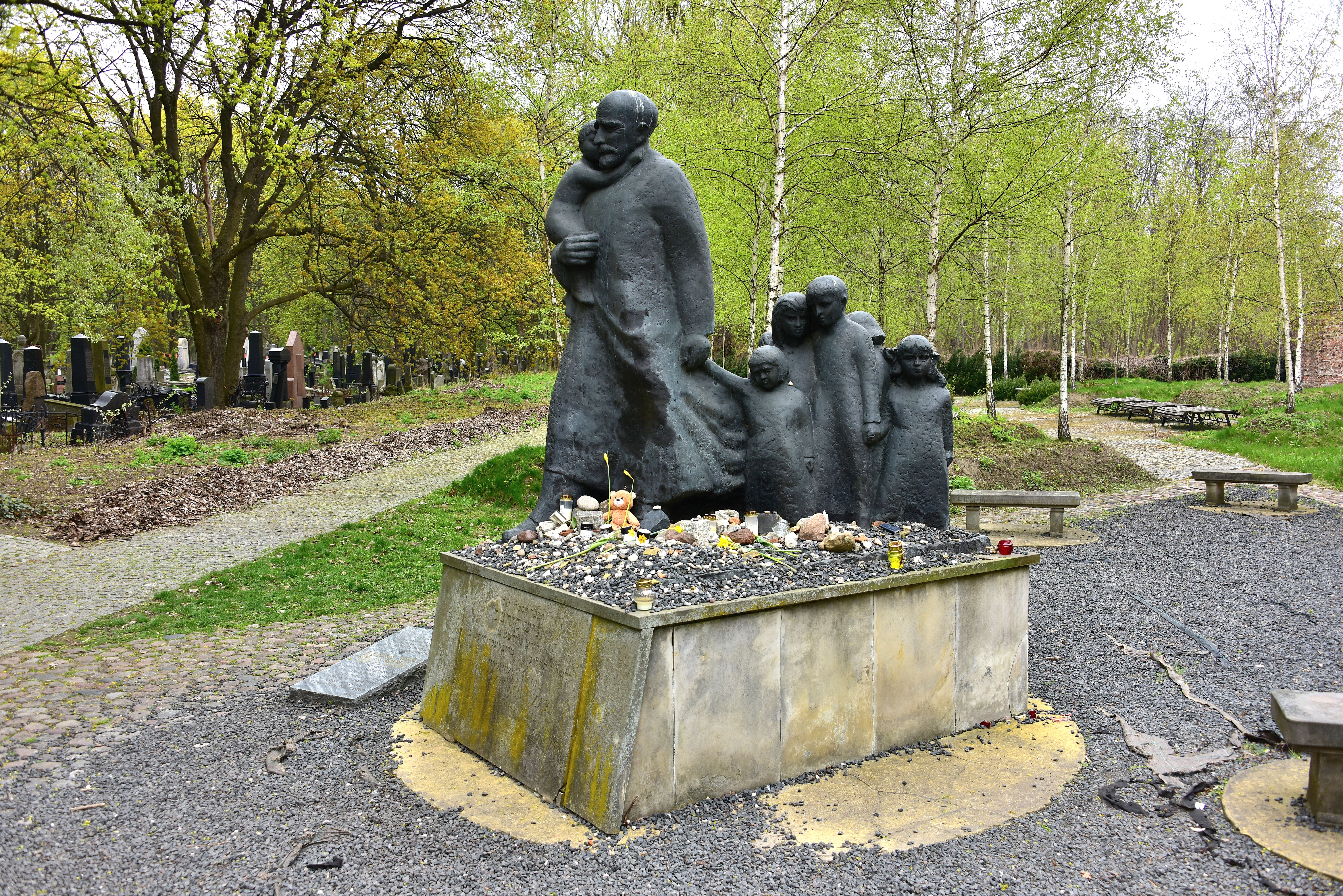
Janusz Korczak emlékműve (kenotáfium)

- Solomon Anski író (Solomon Zangwill Rappaport), a "The Dybbuk" szerzője
- Szymon Askenazy régész
- Meir Balaban
- Naftali Zvi Yehuda Berlin, a Volozhin Yesiva Ros jesiva és számos nagy zsidó mű szerzője [5]
- Mathias Bersohn, emberbarát
- Adam Czerniaków, a varsói gettóban működő Judenrat vezetője
- Szymon Datner történész
- Jacob Dinezon (1852–1919) író
- Marek Edelman
- Maksymilian Fajans művész, litográfus és fotográfus
- Maurycy Fajans, a Visztula első gőzhajósorának alapítója
- Alexander Flamberg sakkmester
- Edward Flatau neurológus
- Uri Nissan Gnessin író
- Samuel Goldflam neurológus
- Ester Rachel Kamińska (1870–1925), a „jiddis színház anyja”, Ida Kamińska édesanyja
- Michał Klepfisz
- Izaak Kramsztyk rabbi és ügyvéd
- Aleksander Lesser festőművész és műkritikus
- Szlomo Zalman Lipszyc első varsói főrabbi
- Dow Ber Meisels krakkói és varsói rabbi
- Samuel Orgelbrand az Egyetemes Enciklopédia kiadója
- Isaac Loeb Peretz (1852–1915) a 19. és 20. század egyik legfontosabb jiddis nyelvű írója
- Samuel Abraham Poznański
- Józef Różański kommunista aktivista
- Józef Sandel művészettörténész és kritikus
- Hayyim Selig Slonimski héber kiadó, csillagász, feltaláló és tudományos szerző
- Chaim Soloveitchik, a Brisk rabbin dinasztia és a talmudi tanulmány "brisker módszerének" alapítója [1] [6]
- Joseph B. Soloveitchik, neves amerikai Modern ortodox vezetője és tagja az Soloveitchik dinasztia
- Yosef Dov Soloveitchik, a Beis Halevi szerzője és Chaim Soloveitchik apja [7]
- Julian Stryjkowski (született Pesach Stark) 1905–1996, író, az "Austeria" és a "Voices in Darkness" szerzője
- Hipolit Wawelberg a Varsói Műszaki Főiskola alapítója
- Szymon Winawer sakkozó
- Lucjan Wolanowski
- Lazar Markovics Zamenhof, az eszperantó nyelv megalkotója, szemészorvos

## Fordítás
- Ez a szócikk részben vagy egészben  a   Jewish Cemetery, Warsaw című angol Wikipédia-szócikk ezen változatának fordításán alapul.  Az eredeti cikk szerkesztőit annak laptörténete sorolja fel. Ez a jelzés csupán a megfogalmazás eredetét és a szerzői jogokat jelzi, nem szolgál a cikkben szereplő információk forrásmegjelöléseként.